# Łańcuch kinematyczny
Łańcuch kinematyczny – część mechanizmu w postaci kilku połączonych ze sobą członów tworzących jedną lub wiele par kinematycznych, realizujący zdefiniowane przeniesienie ruchu.
Łańcuchy kinematyczne dzielą się na:
- kinematyczne płaskie,
- kinematyczne przestrzenne.

## Własności ogólne
Podstawową cechą łańcucha kinematycznego jest jego ruchliwość. Ruchliwość określa ile stopni swobody posiada łańcuch, to znaczy ile różnych typów ruchu jest w stanie przenieść.
Ruchliwość {\displaystyle w} może być:
| {\displaystyle w=0\;{}} lub {\displaystyle {}\;w<0\quad {}} | – łańcuch sztywny  |
| {\displaystyle w=1}                                         | – łańcuch normalny |
| {\displaystyle w>1}                                         | – łańcuch swobodny |
Ruchliwość łańcucha oblicza się ze wzoru strukturalnego (kryterium Czebszowa–Grüblera–Kutzbacha):
- dla łańcucha przestrzennego:

{\displaystyle w=6(n-1)-p_{1}-2p_{2}-3p_{3}-4p_{4}-5p_{5},}
uwaga: od liczby ogniw {\displaystyle n} odejmuje się 1 w przypadku, gdy nie zalicza się do niej nieruchomej podstawy.
- dla łańcucha płaskiego:

{\displaystyle w=3n-p_{4}-2p_{5},}
gdzie:
{\displaystyle n} – liczba ogniw,
{\displaystyle p_{n}} – ilość par kinematycznych {\displaystyle n}-tej klasy.
Interpretacja ruchliwości obliczonej ze wzoru strukturalnego wymaga pewnego doświadczenia, w szczególności gdy wskazuje on, iż łańcuch kinematyczny jest sztywny. Taka sytuacja jest oczywista w przypadku a. W pewnych przypadkach jednak, przy szczególnej geometrii, łańcuch teoretyczne sztywny może przenosić ruch (przypadek b). Strukturalnie jest on identyczny z a, lecz występują w nim trzy geometrycznie identyczne człony co umożliwia ruch łańcucha. Para kinematyczna, która powinna łańcuch usztywniać (wskazana czerwoną strzałką) jest węzłem biernym. Projektując mechanizm z węzłami biernymi, konstruktor musi zdawać sobie sprawę, że zużycie elementów mechanizmu, prowadzące do drobnych zmian w ich geometrii, może doprowadzić do usztywnienia mechanizmu. Łańcuch kinematyczny sztywny, aczkolwiek teoretycznie takim jest w praktyce jest stosowany jako konstrukcja służąca wyłącznie do przenoszenia obciążenia, a nie ruchu i nie jest przedmiotem teorii mechanizmów i maszyn, lecz wytrzymałości materiałów i teorii konstrukcji.
Łańcuch kinematyczny o ruchliwości równej jeden jest najczęstszym przypadkiem mechanizmu. Rodzaj ruchu członu czynnego determinuje wtedy ruch członu biernego i wszystkich członów pośredniczących. Rysunek c pokazuje typowy czworobok przegubowy o ruchliwości równej jeden.
W pewnych przypadkach wymagane jest by mechanizm miał większą ruchliwość. Typowym tego przykładem jest przekładnia obiegowa d, lub mechanizm kreślarski e. Istnieją przypadki, że w bardzo odpowiedzialnych mechanizmach powiększa się ruchliwość normalnie zabezpieczoną bezpiecznikiem, by uniknąć samousztywnienia się mechanizmu w wyniku zużycia lub odkształcenia elementów. Gdy sytuacja taka zaistnieje bezpiecznik uruchamia dodatkową parę. Mechanizm może wtedy stracić swoją funkcjonalność, lecz unika się wtedy trwałego zniszczenia mechanizmu lub środowiska w jakim pracuje.

## Analiza ruchliwości
Badanie ruchliwości łańcucha kinematycznego może być przeprowadzone analitycznie. Ograniczając analizę do przypadku łańcuchów płaskich (dwuwymiarowych) założymy, że jego ogniwa są prętami prostymi, odkształcalnymi osiowo i połączonymi ze sobą w węzłach za pomocą idealnych przegubów. Do rozważań wprowadzimy dwa wektory
{\displaystyle \mathbf {d} =[d_{1},d_{2},\dots ,d_{m}]} – liniowo niezależnych przemieszczeń węzłowych i
{\displaystyle \mathbf {s} =[s_{1},s_{2},\dots ,s_{n}]} – wydłużeń/skróceń ogniw spowodowanych przemieszczeniami węzłowymi.
W celu uproszczenia zapisu wektory będziemy zapisywali albo wierszowo albo kolumnowo jeżeli nie będzie to prowadziło do nieporozumień.
Analiza ruchliwości węzłów łańcucha polega na badaniu rozwiązań układu równań
(a){\displaystyle {}\quad \mathbf {Ad} =\mathbf {s} .}
Macierz zgodności przemieszczeń węzłowych {\displaystyle \mathbf {A} ,} występująca w tym równaniu, może być utworzona na podstawie interpretacji jej kolumn. Rozważmy mianowicie węzeł łańcucha, w którym występują dwa przemieszczenia {\displaystyle d_{i}} i {\displaystyle d_{j}} (rys. 1a-b). Związek (a) przyjmuje dla tego przypadku postać

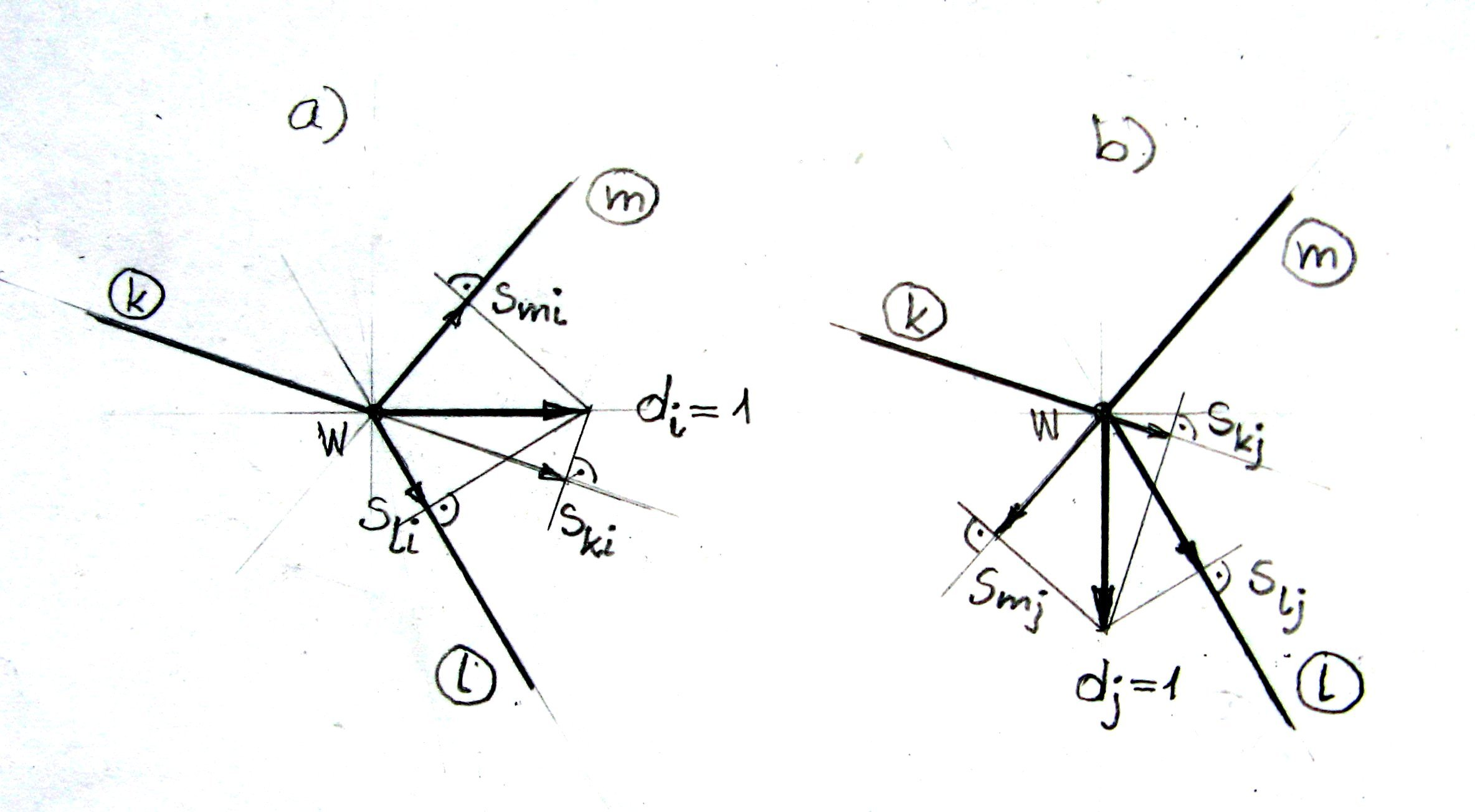
Rys. 1a-b – warunki zgodności przemieszczeń węzłowych

{\displaystyle \mathbf {Ad} =\mathbf {s} \quad \to \quad {\begin{bmatrix}s_{ki}&s_{kj}\\s_{li}&s_{lj}\\s_{mi}&s_{mj}\end{bmatrix}}{\begin{bmatrix}d_{i}\\d_{j}\end{bmatrix}}={\begin{bmatrix}s_{k}\\s_{l}\\s_{m}\end{bmatrix}}.}
Elementy {\displaystyle s_{ki},s_{li},s_{mi}} są wydłużeniami/skróceniami odpowiednio {\displaystyle k}-tego, {\displaystyle l}-tego i {\displaystyle m}-tego elementu ogniwa łańcucha, spowodowanymi przez {\displaystyle i}-te przemieszczenie węzłowe {\displaystyle d_{i}=1} (rys. 1a). Analogicznie elementy {\displaystyle s_{kj},\;s_{lj},\;s_{mj}} są skutkami spowodowanymi przez przemieszczenie węzłowe {\displaystyle d_{j}=1} (rys. 1b). Elementy {\displaystyle s_{k},\;s_{l},\;s_{m}} są sumarycznymi skutkami równoczesnego działania przemieszczeń {\displaystyle d_{i}} i {\displaystyle d_{j}.}
Jeżeli wydłużeniom ogniw przypiszemy znak plus, a skróceniom – minus, to na podstawie rys. 1a-b otrzymamy
{\displaystyle s_{ki}=+\cos(k,i),\quad s_{li}=-\cos(l,i),\quad s_{mi}=-\cos(m,i),\quad {}} – (rys. 1a),
{\displaystyle s_{kj}=+\cos(k,j),\quad s_{lj}=-\cos(l,j),\quad s_{mj}=+\cos(m,j),\quad {}} – (rys. 1b).
W rzeczywistym łańcuchu kinematycznym jego ogniwa mają niezmienną długość, a to znaczy, że {\displaystyle \mathbf {s} =\mathbf {0} .} Badaniu ruchliwości łańcucha kinematycznego należy więc poddać nie układ równań (a), lecz (b)
(b){\displaystyle {}\quad \mathbf {Ad} =\mathbf {0} .}
Z algebry liniowej wiadomo, że liczba liniowo niezależnych niezerowych rozwiązań takiego układu równań jest równa defektowi badanej macierzy. Pod tym terminem rozumiemy różnicę pomiędzy stopniem, a rzędem macierzy. W przypadku macierzy prostokątnych o rozmiarach {\displaystyle m\times n} stopniem nazwiemy mniejszą z liczb {\displaystyle m} i {\displaystyle n.}

## Przykład 1
Dla przykładu rozważymy układ pokazany na rys. 2a.

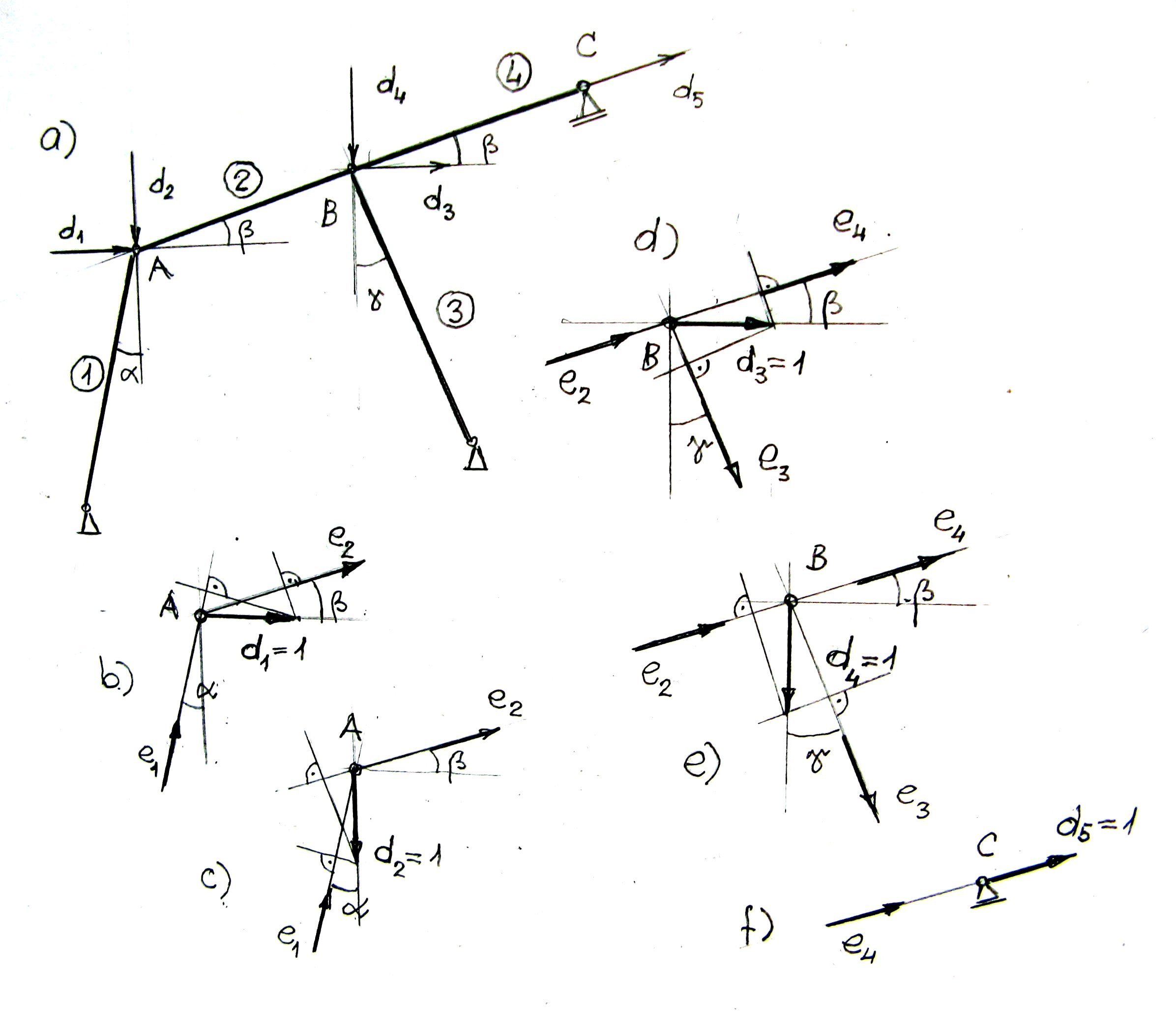
Rys. 2a – łańcuch kinematyczny o ruchliwości Rys. 2b-f – szkice ilustrujące budowanie kolumn macierzy

Na podstawie rys. 2b-f kolejno budujemy kolumny macierzy {\displaystyle \mathbf {A} {:}}
{\displaystyle \mathbf {Ad} ={\begin{bmatrix}\sin(\alpha )&-\cos(\alpha )&0&0&0\\-\cos(\beta )&\sin(\beta )&\cos(\beta )&-\sin(\beta )&0\\0&0&-\sin(\gamma )&-\cos(\gamma )&0\\0&0&-\cos(\beta )&\sin(\beta )&1\end{bmatrix}}{\begin{bmatrix}d_{1}\\d_{2}\\d_{3}\\d_{4}\\d_{5}\end{bmatrix}}=0.}
Łatwo można sprawdzić, że przyjęcie {\displaystyle d_{1}=1} pozwala wyznaczyć jednoznacznie wartości pozostałych niewiadomych przemieszczeń węzłowych, które wynoszą:
| {\displaystyle d_{2}=\operatorname {tg} (\alpha ),}               | {\displaystyle d_{3}={\frac {\cos(\beta )-\operatorname {tg} (\alpha )\sin(\beta )}{\cos(\beta )+\operatorname {tg} (\gamma )\sin(\beta )}},} |
| {\displaystyle d_{4}=-d_{3}\operatorname {tg} (\gamma ),\quad {}} | {\displaystyle d_{5}=\cos(\beta )-\operatorname {tg} (\alpha )\sin(\beta ).}                                                                  |
Dla łańcucha o pionowych „słupkach” {\displaystyle (\alpha =\gamma =0)} otrzymuje się
{\displaystyle d_{1}=d_{3}=1,\quad d_{2}=d_{4}=0,\quad d_{5}=\cos(\beta ).}
Dla łańcucha o „słupkach” równoległych {\displaystyle (\gamma =-\alpha )} jest
{\displaystyle d_{1}=d_{3}=1,\quad d_{2}=\operatorname {tg} (\alpha ),\quad d_{5}=\cos(\beta )-\operatorname {tg} (\alpha )\sin(\beta ).}
Dla łańcucha z „ryglem” poziomym {\displaystyle (\beta =0)}
{\displaystyle d_{1}=d_{3}=1,\quad d_{2}=\operatorname {tg} (\alpha ),\quad d_{4}=-\operatorname {tg} (\gamma ),\quad d_{5}=1.}

## Przykład 2
W przypadku łańcuchów wielokrotnie przesuwnych sprawa nieco się komplikuje co zilustrujemy na przykładzie łańcucha „piętrowego” z rys. 3a. Wygenerowana kolumnowo macierz zgodności przemieszczeń węzłowych {\displaystyle \mathbf {A} } ma postać
{\displaystyle \mathbf {A} ={\begin{bmatrix}0&-1&0&0&0&0&0&0\\0&0&0&-1&0&0&0&0\\-1&0&1&0&0&0&0&0\\0&1&0&0&0&-1&0&0\\0&0&0&1&0&0&0&-1\\0&0&0&0&-1&0&1&0\end{bmatrix}}.}

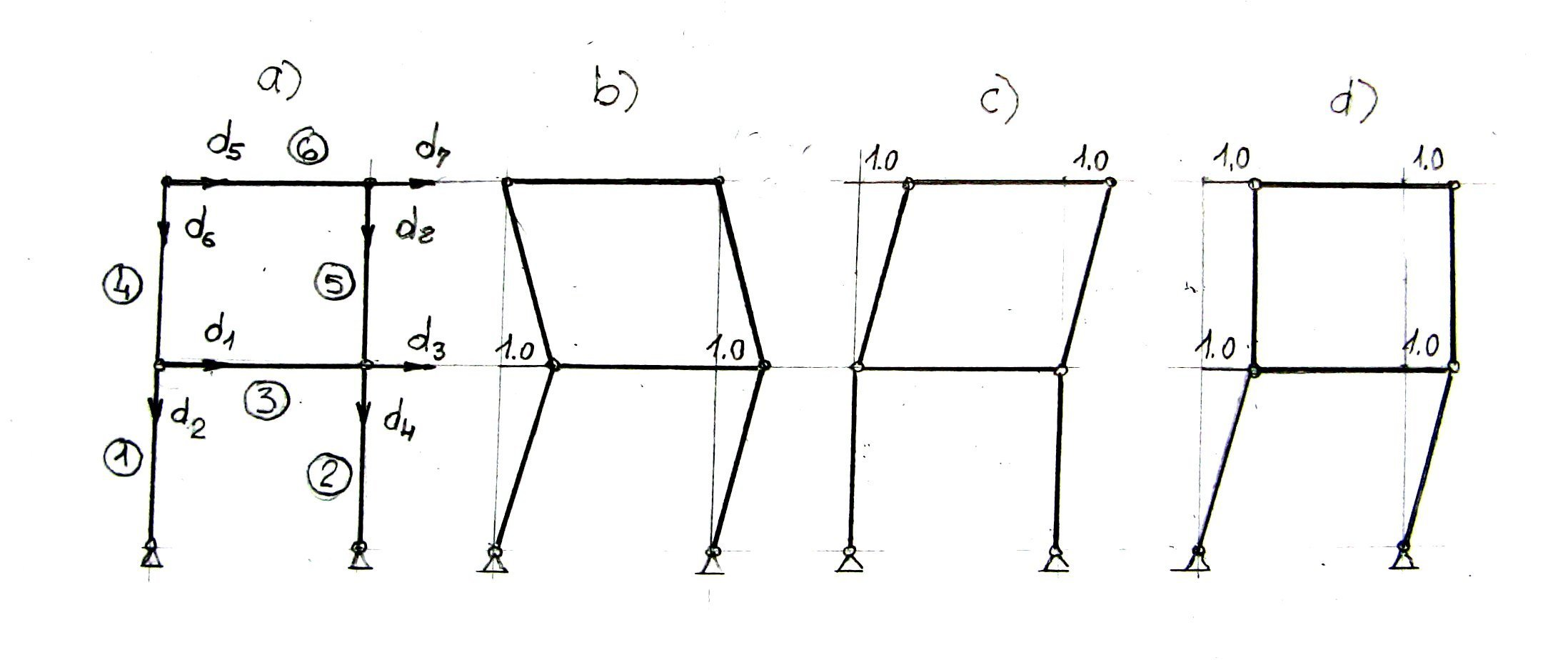
Rys. 3a – schemat łańcucha o ruchliwości w=2. Rys. 3b-c – dwa rodzaje przemieszczeń bazowych. Rys. d – nowy rodzaj przemieszczenia (przykładowa kombinacja liniowa).

Rozwiązując układ równań {\displaystyle \mathbf {Ad} =\mathbf {0} } za pomocą algorytmu Gaussa-Jordana z pełnym wyborem elementów wiodących stwierdzamy, że ma on rozwiązanie
{\displaystyle d_{1}=d_{3},\quad d_{5}=d_{7},\quad d_{2}=d_{4}=d_{6}=d_{8}=0.}
Oznacza to, że przemieszczenia {\displaystyle d_{3}} i {\displaystyle d_{7}} mogą spełniać rolę zmiennych swobodnych. Dzięki temu otrzymujemy w tym przypadku dwa rozwiązania podstawowe (bazowe)
{\displaystyle \mathbf {d_{1}^{*}} =[1\;0\;1\;0\;0\;0\;0\;0],\quad \mathbf {d_{2}^{*}} =[0\;0\;0\;0\;1\;0\;1\;0].}
Dowolna kombinacja liniowa tych rozwiązań o postaci
{\displaystyle \mathbf {d_{1}^{*}} =\alpha \mathbf {d_{1}^{*}} +\beta \mathbf {d_{2}^{*}} ,\quad |\alpha |+|\beta |\neq 0,}
jest nowym rozwiązaniem równania {\displaystyle \mathbf {Ad} =\mathbf {0} .}
Na rys. 3b-c pokazano mechaniczne interpretacje rozwiązań bazowych {\displaystyle \mathbf {d_{1}^{*}} } i {\displaystyle \mathbf {d_{2}^{*}} ,} natomiast rys. 3d przedstawia przykładowe nowe rozwiązanie w postaci najprostszej kombinacji liniowej
{\displaystyle \mathbf {d_{3}^{*}} =\mathbf {d_{1}^{*}} +\mathbf {d_{2}^{*}} =[1\;0\;1\;0\;1\;0\;1\;0].}

## Przykład 3
Generowanie macierzy zgodności przemieszczeń węzłowych {\displaystyle \mathbf {A} } można przeprowadzić według takiego algorytmu postępowania, który bez żadnych zmian pozwala analizować ruchliwość zarówno łańcuchów płaskich, jak i przestrzennych. Podstawą tego algorytmu jest spostrzeżenie, że zmiana długości {\displaystyle s_{ij}} ogniwa {\displaystyle i} wywołana jednostkowym przemieszczeniem węzła {\displaystyle j} wyraża się prostym iloczynem skalarnym
(c){\displaystyle {}\quad s_{ij}=\pm \;{\vec {e}}_{i}\cdot {\vec {d}}_{j}=\pm \cos(i,j),}
w którym przez {\displaystyle {\vec {e}}_{i}} oznaczono wersor kierunku ogniwa, a przez {\displaystyle {\vec {d}}_{j}} wersor kierunku przemieszczenia węzłowego.
Znak we wzorze (c) przypiszemy według następującego kryterium:
(A) – gdy ogniwo {\displaystyle i} ma kierunek „do węzła” {\displaystyle j,} wtedy we wzorze (c) obowiązuje znak plus. Dla ogniwa skierowanego „od węzła” przypiszemy znak minus. To kryterium znakowania we wzorze (c) wymaga przyporządkowania każdemu ogniwu {\displaystyle i} konkretnego wersora kierunku {\displaystyle {\vec {e}}_{i}.}
W celu uproszczenia zapisu będziemy operować tylko tymi wektorami dwuwymiarowymi, które mają co najmniej jedną współrzędną niezerową (rys. 2a).
I tak dla łańcucha z przykładu 1 mamy
{\displaystyle {\vec {e}}_{1}=[\sin(\alpha ),\;-\cos(\alpha )],\qquad {\vec {e}}_{2}=[\cos(\beta ),\;-\sin(\beta )],}
{\displaystyle {\vec {e}}_{3}=[\sin(\gamma ),\;\cos(\gamma )],\qquad {\vec {e}}_{4}=[\cos(\beta ),\;-\sin(\beta )]}
oraz
{\displaystyle {\vec {d}}_{1}=[1,\;0],\quad {\vec {d}}_{2}=[0,\;1],\quad {\vec {d}}_{3}=[1,\;0],\quad {\vec {d}}_{4}=[0,\;1],\quad {\vec {d}}_{5}=[\cos(\beta ),\;-\sin(\beta )].}
Na podstawie wzoru (c) otrzymujemy
{\displaystyle \mathbf {A} ={\begin{bmatrix}+{\vec {e}}_{1}\cdot {\vec {d}}_{1}&+{\vec {e}}_{1}\cdot {\vec {d}}_{2}&0&0&0\\-{\vec {e}}_{2}\cdot {\vec {d}}_{1}&-{\vec {e}}_{2}\cdot {\vec {d}}_{2}&+{\vec {e}}_{2}\cdot {\vec {d}}_{3}&+{\vec {e}}_{2}\cdot {\vec {d}}_{4}&0\\0&0&-{\vec {e}}_{3}\cdot {\vec {d}}_{3}&-{\vec {e}}_{3}\cdot {\vec {d}}_{4}&0\\0&0&-{\vec {e}}_{4}\cdot {\vec {d}}_{3}&-{\vec {e}}_{4}\cdot {\vec {d}}_{4}&+{\vec {e}}_{4}\cdot {\vec {d}}_{5}\end{bmatrix}}.}
Po obliczeniu iloczynów skalarnych możemy stwierdzić, że otrzymany wynik jest identyczny z uzyskanym w przykładzie 1.

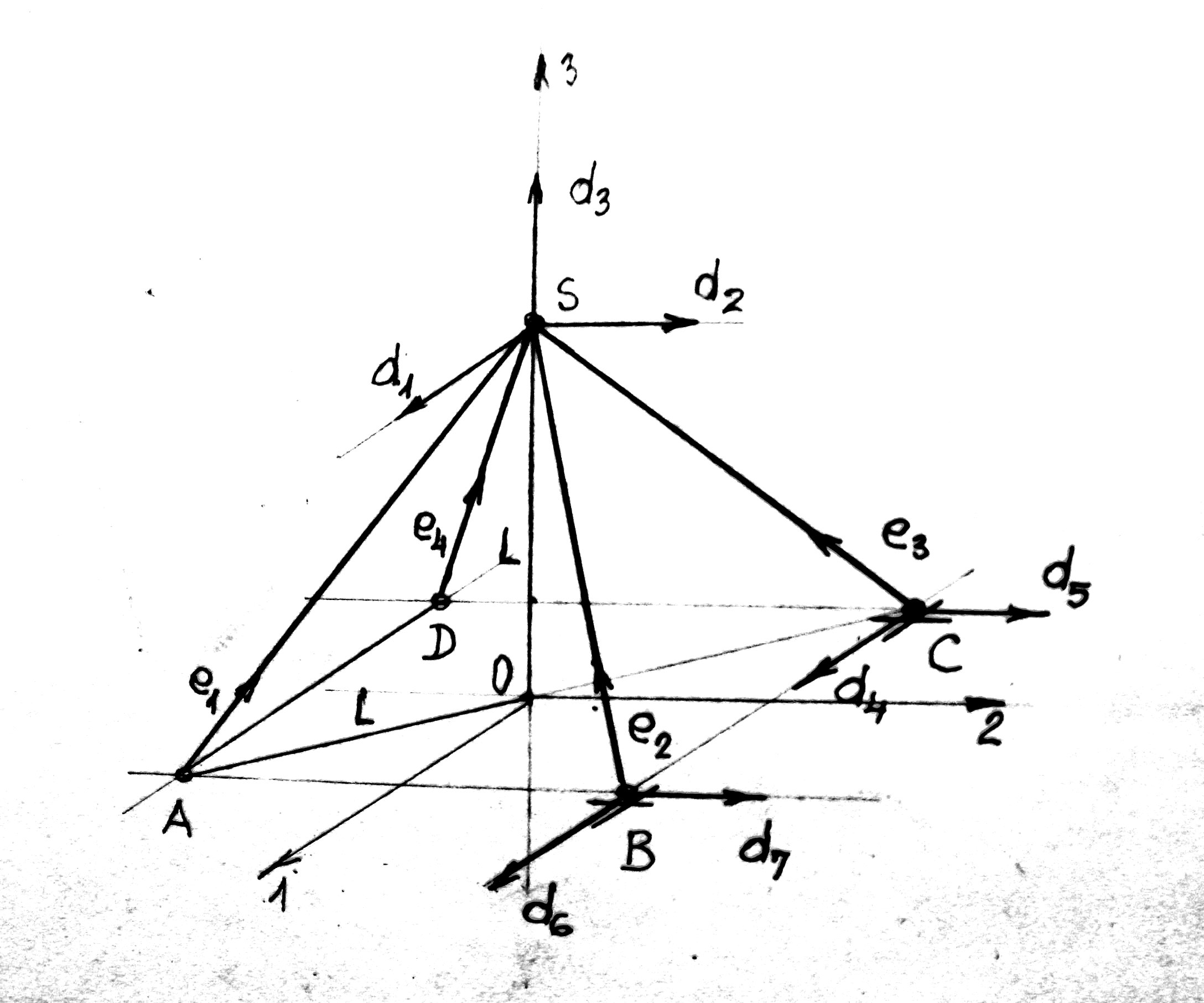
Rys. 4a – przestrzenny łańcuch kinematyczny

Stosując to wektorowe podejście przeprowadzimy teraz analizę łańcucha przestrzennego z rys. 4a. Jedyna różnica będzie polegać tylko na tym, że wektory {\displaystyle {\vec {e}}_{i}} i {\displaystyle {\vec {d}}_{j}} będą teraz miały po trzy współrzędne.
Współrzędne wersorów dla poszczególnych ogniw można obliczyć na podstawie geometrii układu określonej wysokością {\displaystyle {\overline {OS}}=L} i połową przekątnej kwadratowej podstawy {\displaystyle {\overline {OA}}=L.}
{\displaystyle {\vec {e}}_{1}=[-1/2\;\;1/2\;\;{\sqrt {2}}/2],\quad {\vec {e}}_{2}=[-1/2\;\;-1/2\;\;{\sqrt {2}}/2],}
{\displaystyle {\vec {e}}_{3}=[1/2\;\;-1/2\;\;{\sqrt {2}}/2],\quad {\vec {e}}_{4}=[1/2\;\;1/2\;\;{\sqrt {2}}/2],}
{\displaystyle {\vec {d}}_{1}=[1\;\;0\;\;0],\quad {\vec {d}}_{2}=[0\;\;1\;\;0],\quad {\vec {d}}_{3}=[0\;\;0\;\;1],\quad {\vec {d}}_{4}=[1\;\;0\;\;0],}
{\displaystyle {\vec {d}}_{5}=[0\;\;1\;\;0],\quad {\vec {d}}_{6}=[1\;\;0\;\;0],\quad {\vec {d}}_{7}=[0\;\;1\;\;0].}
Elementy macierzy {\displaystyle \mathbf {A} } obliczamy na podstawie wzoru (c) z przypisaniem znaków według kryterium (A):
(d){\displaystyle {}\quad \mathbf {A} ={\begin{bmatrix}-1/2&1/2&{\sqrt {2}}/2&0&0&0&0\\-1/2&-1/2&{\sqrt {2}}/2&0&0&1/2&1/2\\1/2&-1/2&{\sqrt {2}}/2&-1/2&1/2&0&0\\1/2&1/2&{\sqrt {2}}/2&0&0&0&0\end{bmatrix}}.}
Rozważymy teraz kilka różnych przypadków:
Przypadek 1
Załóżmy, że {\displaystyle d_{4}=d_{5}=d_{6}=d_{7}=0.} Oznacza to, że węzły B i C są unieruchomione i układ równań {\displaystyle \mathbf {Ad} =\mathbf {0} } ma w tym przypadku postać
{\displaystyle \mathbf {A} ={\begin{bmatrix}-1/2&1/2&{\sqrt {2}}/2\\-1/2&-1/2&{\sqrt {2}}/2\\1/2&-1/2&{\sqrt {2}}/2\\1/2&1/2&{\sqrt {2}}/2\end{bmatrix}}{\begin{bmatrix}d_{1}\\d_{2}\\d_{3}\end{bmatrix}}=\mathbf {0} .}
Łatwo można sprawdzić, że istnieje taki minor {\displaystyle \mathbf {M} (3\times 3)} macierzy {\displaystyle \mathbf {A} ,} że {\displaystyle \operatorname {Det} (\mathbf {M} )\neq 0.} Wynika stąd wniosek, że jedynymi rozwiązaniami równania {\displaystyle \mathbf {Ad} =\mathbf {0} } są w tym przypadku {\displaystyle d_{1}=d_{2}=d_{3}=0.} Oznacza to, że unieruchomienie węzłów B i C powoduje unieruchomienie całego łańcucha (brak ruchliwości).
Przypadek 2
Uwzględnimy teraz występowanie w węzłach B i C przemieszczeń tylko w kierunku osi {\displaystyle 0x_{2}} tzn. przyjmiemy, że {\displaystyle d_{4}=d_{6}=0.} Wynika stąd taka postać układu równań
(e){\displaystyle {}\quad \mathbf {A} ={\begin{bmatrix}-1/2&1/2&{\sqrt {2}}/2&0&0\\-1/2&-1/2&{\sqrt {2}}/2&0&1/2\\1/2&-1/2&{\sqrt {2}}/2&1/2&0\\1/2&1/2&{\sqrt {2}}/2&0&0\end{bmatrix}}{\begin{bmatrix}d_{1}\\d_{2}\\d_{3}\\d_{5}\\d_{7}\end{bmatrix}}=\mathbf {0} .}
Przyjmijmy, że zostało wywołane przemieszczenie {\displaystyle d_{5}=1.} Przyjęcie to umożliwia jednoznaczne rozwiązanie układu równań (e)
{\displaystyle \mathbf {d} =[d_{1}\;\;d_{2}\;\;d_{3}\;\;d_{5}\;\;d_{7}]=[0\;\;\;1/2\;\;-{\sqrt {2}}/4\;\;\;1\;\;\;1],}
co oznacza, że łańcuch ma jeden stopień swobody ruchu.
Przypadek 3
Przy tym samym założeniu co w przypadku 2, tzn. że {\displaystyle d_{4}=d_{6}=0} wymusimy przemieszczenie {\displaystyle d_{3}=1.} I tym razem istnieje jednoznaczne rozwiązanie
{\displaystyle \mathbf {d} =[d_{1}\;\;d_{2}\;\;d_{3}\;\;d_{5}\;\;d_{7}]=[0\;\;-{\sqrt {2}}\quad 1\;\;-2{\sqrt {2}}\;\;-2{\sqrt {2}}].}
Obydwa rozwiązania z przypadków 2 i 3 różnią się tylko stałym mnożnikiem {\displaystyle -2{\sqrt {2}}} co tylko potwierdza podobieństwo obu stanów przemieszczenia w układzie o jednym stopniu swobody ruchu.

## Algorytm alternatywny
Przytoczymy teraz inny, statyczny sposób generowania macierzy {\displaystyle \mathbf {A} .} Skorzystamy w tym celu z równań równowagi węzłów wyciętych z łańcucha, które można zapisać w postaci
(f){\displaystyle {}\quad \mathbf {BS} =\mathbf {D} ,}
przy czym
{\displaystyle \mathbf {S} =[S_{1},S_{2},\dots ,S_{n}]\quad {}} – jest wektorem sił osiowych w ogniwach, a
{\displaystyle \mathbf {D} =[D_{1},D_{2},\dots ,D_{m}]\quad {}} – wektorem sił węzłowych.

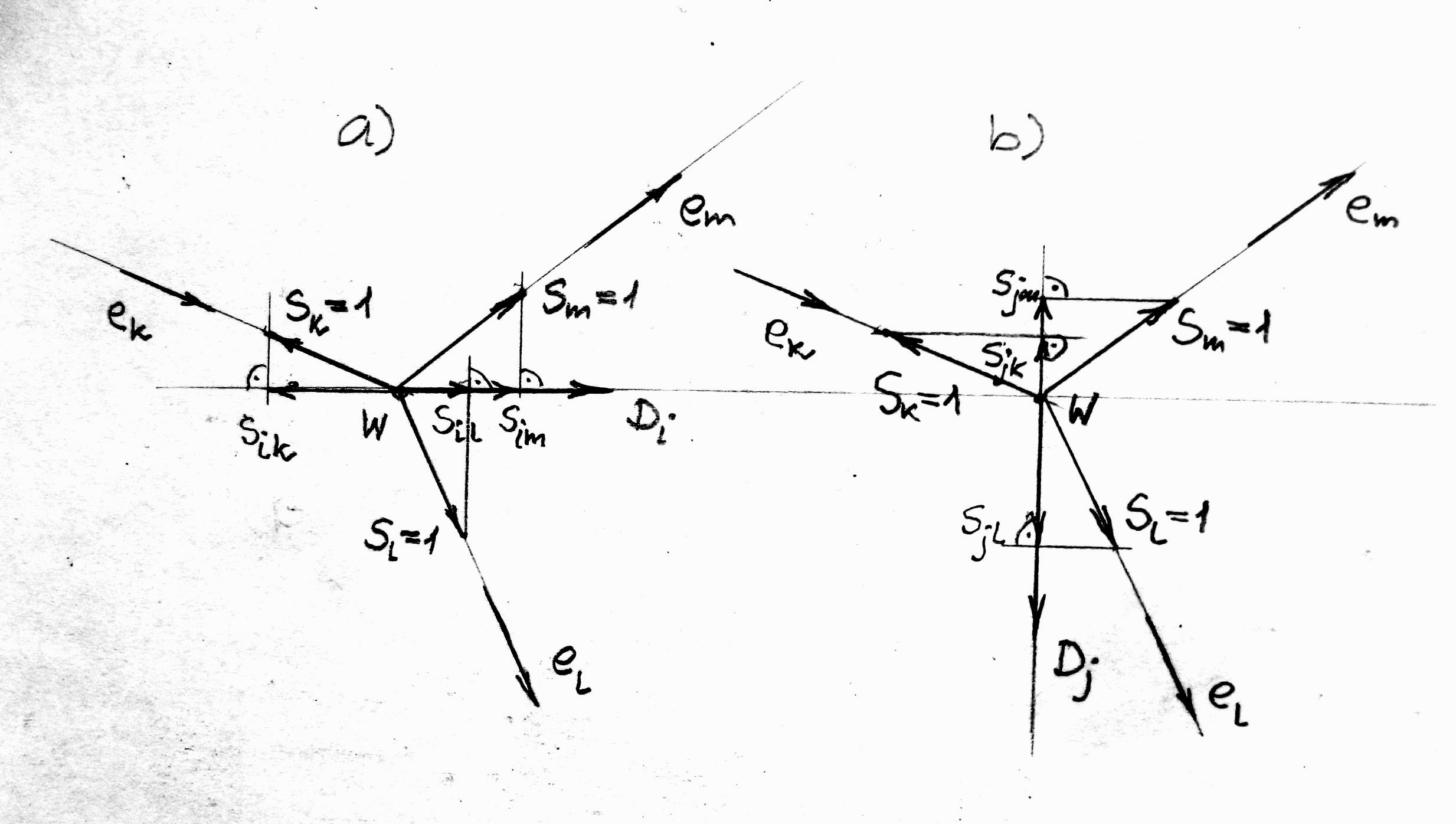
Rys. 5a-b – Statyczny wariant analizy ruchliwości łańcucha kinemtycznego

Dla przykładu rozważymy równanie równowagi sił działających na wycięty węzeł {\displaystyle W} (rys. 5a) w kierunku określonym przez jego wersor {\displaystyle {\vec {d}}_{i}=1.} Równanie to otrzymamy sumując rzuty na ten kierunek wszystkich sił {\displaystyle S_{\alpha },\;\alpha \in (k,l,m).}
{\displaystyle D_{i}=+({\vec {d}}_{i}\cdot {\vec {e}}_{k})S_{k}-({\vec {d}}_{i}\cdot {\vec {e}}_{l})S_{l}-({\vec {d}}_{i}\cdot {\vec {e}}_{m})S_{m}=s_{ik}S_{k}-s_{il}S_{l}-s_{im}S_{m}.}
Podobnie mamy dla kierunku {\displaystyle {\vec {d}}_{j}} (rys. 5b)
{\displaystyle D_{j}=+({\vec {d}}_{j}\cdot {\vec {e}}_{k})S_{k}-({\vec {d}}_{j}\cdot {\vec {e}}_{l})S_{l}-({\vec {d}}_{j}\cdot {\vec {e}}_{m})S_{m}=s_{jk}S_{k}-s_{jl}S_{l}-s_{jm}S_{m}.}
Dla łańcucha o {\displaystyle n} ogniwach i {\displaystyle m} liniowo niezależnych przemieszczeniach węzłowych macierz {\displaystyle \mathbf {B} } możemy zapisać w postaci
{\displaystyle \mathbf {B} ={\begin{bmatrix}{\vec {d}}_{1}\!\cdot \!{\vec {e}}_{1}&{\vec {d}}_{1}\!\cdot \!{\vec {e}}_{2}&\cdots &{\vec {d}}_{1}\!\cdot \!{\vec {e}}_{n}\\{\vec {d}}_{2}\!\cdot \!{\vec {e}}_{1}&{\vec {d}}_{2}\!\cdot \!{\vec {e}}_{2}&\cdots &{\vec {d}}_{2}\!\cdot \!{\vec {e}}_{n}\\\cdots &\cdots &\cdots &\cdots \\{\vec {d}}_{m}\!\cdot \!{\vec {e}}_{1}&{\vec {d}}_{m}\!\cdot \!{\vec {e}}_{2}&\cdots &{\vec {d}}_{m}\!\cdot \!{\vec {e}}_{n}\end{bmatrix}},}
która jednak nie uwzględnia znakowania określonego przez kryterium (A).
Analogicznie możemy napisać na podstawie wzoru (c)
{\displaystyle \mathbf {A} ={\begin{bmatrix}{\vec {e}}_{1}\!\cdot \!{\vec {d}}_{1}&{\vec {e}}_{1}\!\cdot \!{\vec {d}}_{2}&\cdots &{\vec {e}}_{1}\!\cdot \!{\vec {d}}_{m}\\{\vec {e}}_{2}\!\cdot \!{\vec {d}}_{1}&{\vec {e}}_{2}\!\cdot \!{\vec {d}}_{2}&\cdots &{\vec {e}}_{2}\!\cdot \!{\vec {d}}_{m}\\\cdots &\cdots &\cdots &\cdots \\{\vec {e}}_{n}\!\cdot \!{\vec {d}}_{1}&{\vec {e}}_{n}\!\cdot \!{\vec {d}}_{2}&\cdots &{\vec {e}}_{n}\!\cdot \!{\vec {d}}_{m}\end{bmatrix}}.}
Wobec tego, że elementy {\displaystyle a_{ij}} oraz {\displaystyle b_{ij}} macierzy {\displaystyle \mathbf {A} } i {\displaystyle \mathbf {B} } spełniają związki
{\displaystyle a_{ij}={\vec {e}}_{i}\!\cdot \!{\vec {d}}_{j}={\vec {d}}_{j}\!\cdot \!{\vec {e}}_{i}=b_{ji}}
otrzymujemy istotny związek
{\displaystyle \mathbf {B} ^{T}=\mathbf {A} }
pozwalający generować elementy macierzy {\displaystyle \mathbf {A} } na dwa równorzędne sposoby.